# Плевиця
Плевиця (пол. Plewica) — село в Польщі, у гміні Жонсьник Вишковського повіту Мазовецького воєводства.
Населення — 133 особи (2011).
У 1975-1998 роках село належало до Остроленцького воєводства.

## Демографія
Демографічна структура станом на 31 березня 2011 року:
|          | Загалом | Допрацездатний вік | Працездатний вік | Постпрацездатний вік |
| -------- | ------- | ------------------ | ---------------- | -------------------- |
| Чоловіки | 75      | 20                 | 45               | 10                   |
| Жінки    | 58      | 13                 | 31               | 14                   |
| Разом    | 133     | 33                 | 76               | 24                   |